# Michael Berger (Journalist)
 Michael Berger (* 14. September 1957 in Wien) ist ein österreichischer Sportjournalist.

## Leben
Nach seiner Matura studierte Berger Jus. Ab 1980 arbeitet er beim ORF, zunächst beim Rundfunk als Moderator und Redakteur von Lokalsportsendungen, ab 1983 dann im Fernsehen bei verschiedenen Sportsendungen. Ab 1986 berichtet er live von Sportveranstaltungen, u. a. seit 1988 von allen Olympischen Spielen. Zudem war er einer der Moderatoren der ORF-Sendung Sport aktuell und der Sport-Sendung Sport-Bild in ORF 1. Am 28. September 2022 verabschiedete er sich in der Sendung Sport aktuell vom Publikum und ging nach 42 Jahren Tätigkeit beim ORF in den Ruhestand. Bei den Olympischen Spielen von Paris 2024 kommentierte Berger im ORF nochmals die Bewerbe in der Disziplin Golf.
Berger ist selbst aktiver Leistungssportler beim Wiener Eislauf-Verein (WEV). In seiner Freizeit spielt er gerne Golf.